# Ogata Sadako
Ogata Sadako (緒方 貞子 Ogata Sadako, Tự Phương Trinh Tử), (sinh ngày 16/9/1927 - mất ngày 22/10/2019), là một học giả và nhà quản lý người Nhật. Bà đã làm Cao ủy Liên Hợp Quốc về người tị nạn từ năm 1991 tới năm 2001 và được bổ nhiệm làm chủ tịch JICA ngày 1/10/2003 tới nay.

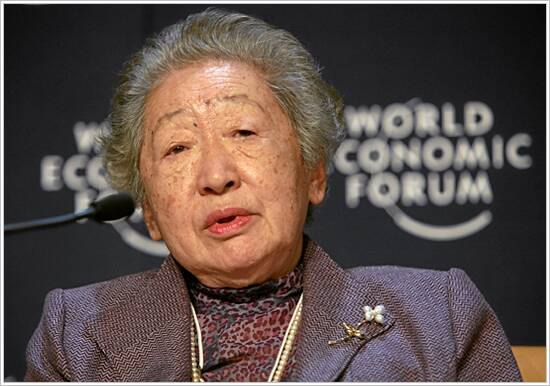
Ogata Sadako tại Diễn đàn Kinh tế Thế giới năm 2008

Mẹ của bà  là cháu của Inukai Tsuyoshi và chịu ảnh hưởng lập trường chính trị tự do của ông. Bà sinh tại Tokyo, theo học trường Catlin Gabel năm 1946, và tốt nghiệp Đại học Nữ Seishin, sau đó bà học Đại học Georgetown và trường Edmund A. Walsh School of Foreign Service của Đại học này và đậu bằng tiến sĩ khoa học chính trị tại Đại học California tại Berkeley năm 1963. Bà từng dạy môn chính trị quốc tế ở Đại học Sophia của Nhật Bản.
Năm 1994, bà được tặng thưởng Giải vì Tự do (Prize For Freedom) của Liên đoàn Quốc tế Tự do (Liberal International). Ngày 4/7/1995, Ogata trở thành phụ nữ đầu tiên được thưởng Huy chương Tự do Philadelphia về các nỗ lực của bà trong cương vị Cao ủy Liên Hợp Quốc về người tị nạn. Năm 1995, bà được trao Giải thưởng Tự do của "Ủy ban Cứu trợ quốc tế". Năm 2001, bà được trao Giải Indira Gandhi. Năm 2002, Ogata được trao Giải Fulbright vì sự Thông cảm quốc tế (Fulbright Prize for International Understanding). Năm 2005, bà nhận Giải Công dân thế giới (World Citizenship Award) của Hội Nữ Hướng đạo Thế giới.

## Trích dẫn
- "Nếu chúng ta không thèm biết đến cảnh ngộ của các người tỵ nạn hoặc gánh nặng của những nước đã tiếp nhận họ, thì tôi e rằng chúng ta sẽ phải trả giá đắt cho việc mất mát sinh mạng trong tình trạng bạo lực tái diễn. Các điều kiện phải được thiết lập khẩn cấp để cho phép các người tỵ nạn trở lại sinh sống trong hòa bình và khoan dung tại nước của chính họ".

(Diễn văn đọc trong buổi lễ nhận Huy chương Tự do Philadelphia) ngày 4/7/1995

## Danh mục sách
Một số tác phẩm gần đây của Sadako Ogata:
- Refugees, A Multilateral Response to Humanitarian Crises, Elberg Lecture delivered at the University of California, Berkeley, UNHCR, 1992
- The Movement of People, RSA Journal Volume V, 140 (5432)
- The Royal Society for the encouragement of Arts, Manufactures and Commerce, 1992
- Towards a European Immigration, The Philip Morris Institute for Public Policy Research, Brussels, 1993
- Refugees in Asia: From Exodus to Solutions: Charles Rostov lecture delivered at the Johns Hopkins University, Washington D.C., 1995
- Towards Healing the Wounds: Conflict-Torn States and the Return of Refugees
- The United Nations: in The Next Fifty Years, International Relations Institute, Korean University, 1996.